# De Snip (molen)
De Snip is een achtkante windmolen van het type grondzeiler die dienst doet als poldermolen. De molen is gelegen in It Heidenskip, dicht bij de stad Workum. Hij werd gerestaureerd in 1977. Daarbij werd gebruikgemaakt van de bovenas van de Kolthofpoldermolen in Oosterbierum, die in 1972 is omgevallen.
De wieken hebben een vlucht van 15,30 meter; de wiekenvorm is Oudhollands. De landschappelijke waarde van de molen is zeer groot.
De vijzel van de molen raakte in 2009 defect. Nadat de vijzel in november 2010 is vervangen is de Snip weer in staat de polder zelfstandig te bemalen.
De molen valt onder het beheer van de Molenstichting Súdwest-Fryslân.

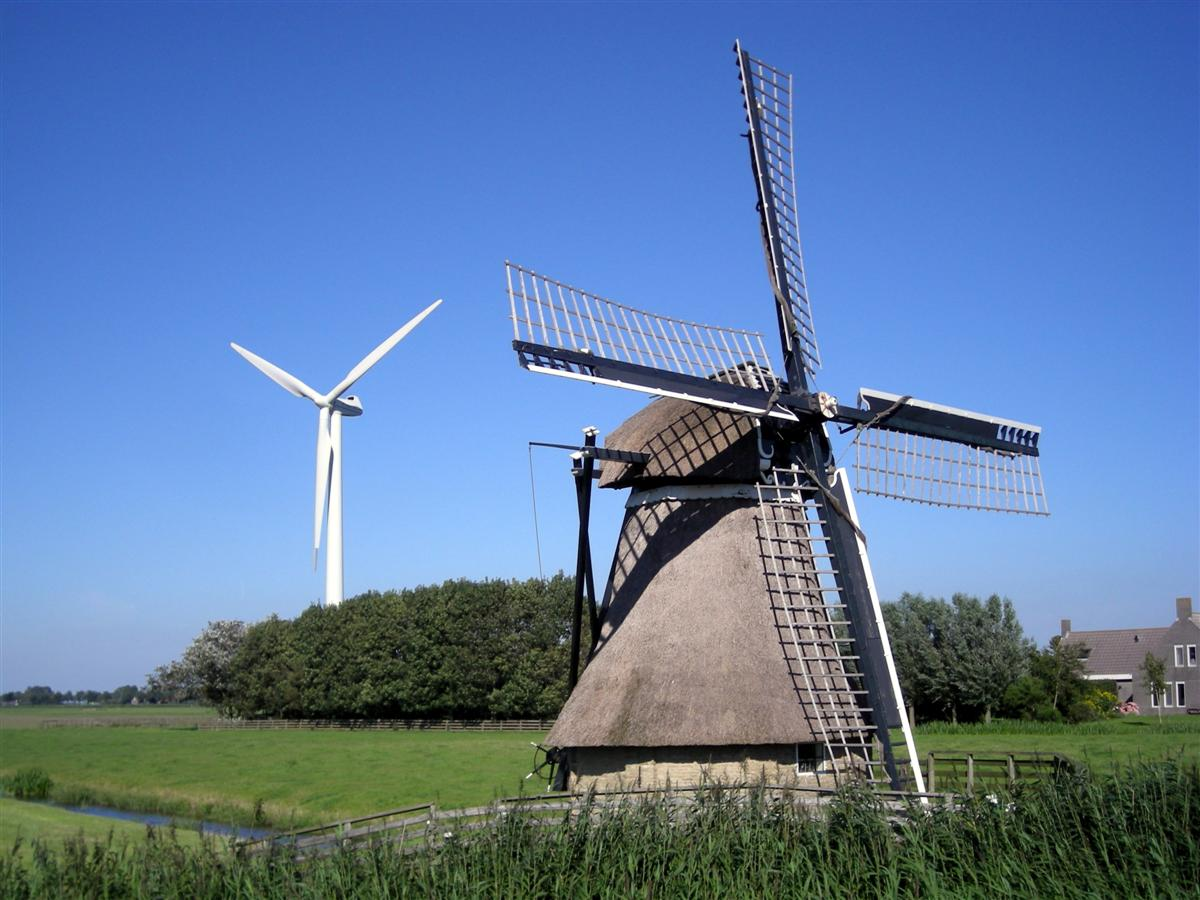
De Snip met windturbine op de achtergrond